# Sombra y luz
Sombra y luz es el tercer álbum de estudio del grupo español Triana, lanzado en 1979 por Movieplay.
Llegó a vender más de 100 000 copias en el año de su lanzamiento.

## Lista de canciones
Todas las canciones son de Jesús de la Rosa Luque, excepto indicación:

### Lado A
1. "Una historia" - 5:06
2. "Quiero contarte" - 5:00
3. "Sombra y luz" - 7:40

### Lado B
1. "Hasta volver" - 10:40
2. "Tiempo sin saber" - 5:21 (Eduardo Rodríguez Rodway/Máximo Moreno)
3. "Vuelta a la sombra y a la luz" - 2:50

## Créditos
- Jesús de la Rosa Luque – voz y teclados.
- Juan José Palacios "Tele" – batería, percusiones, voces en “Sombra y luz”.
- Eduardo Rodríguez Rodway – guitarra española, voz en “Tiempo sin saber”.
- Manolo Rosa – bajo eléctrico.
- Antonio García de Diego – guitarra eléctrica en "Una historia", "Tiempo sin saber" y "Vuelta a la sombra y luz".
- Enrique Carmona – guitarra eléctrica excepto en "Tiempo sin saber" y voces en "Hasta volver".
- Pepe Roca – guitarra eléctrica en todos los temas y voces en "Quiero contarte".
- Miguel Ángel Iglesias – Coros y voces en "Vuelta a la sobra y la luz".